# Sedum bourgaei
Sedum bourgaei är en fetbladsväxtart som beskrevs av William Botting Hemsley. Sedum bourgaei ingår i Fetknoppssläktet som ingår i familjen fetbladsväxter. Inga underarter finns listade i Catalogue of Life.